# (39749) 1997 BW6
1997 بي دابليو 6 (ويعرف أيضًا باسم (39749) 1997 بي دابليو 6 وفق تسمية الكوكب الصغير) (بالإنجليزية: 1997 BW6)‏ هو كويكب ضمن حزام الكويكبات؛ وترتيبه 39749 من حيث الاكتشاف.
اكتُشف هذا الجُرم الفلكي بواسطة Stephen P. Laurie ‏ في 28 يناير 1997.

## وصلات خارجية
- (39749) 1997 BW6 في قاعدة بيانات مختبر الدفع النفاث لأجرام النظام الشمسي الصغيرة

- الاكتشاف · مخطط المدار ·  العناصر المدارية · المعلمات المادية

- (39749) 1997 BW6 على موقع ويكي سكاي: DSS2, SDSS, GALEX, IRAS, Hydrogen α, X-Ray, Astrophoto, Sky Map, Articles and images